# Valdepeñas de Jaén
Valdepeñas de Jaén é um município da Espanha na província de Jaén, comunidade autónoma da Andaluzia, de área 183 km² com população de 4315 habitantes (2005) e densidade populacional de 23,73 hab/km².

## Demografia
| Variação demográfica do município entre 1991 e 2004 | Variação demográfica do município entre 1991 e 2004 | Variação demográfica do município entre 1991 e 2004 | Variação demográfica do município entre 1991 e 2004 |
| --------------------------------------------------- | --------------------------------------------------- | --------------------------------------------------- | --------------------------------------------------- |
| 1991                                                | 1996                                                | 2001                                                | 2004                                                |
| 4568                                                | 4560                                                | 4375                                                | 4365                                                |